# ریک مرسر
ریک مرسر (انگلیسی: Rick Mercer؛ زادهٔ ۱۷ اکتبر ۱۹۶۹) یک مجری اهل کانادا است.